# Openbaar Aquarium van Brussel
Het Openbaar Aquarium van Brussel, van oudsher bekend als het Aquariologie Centrum, was een openbaar aquarium in Koekelberg in Brussel. Het Aquarium ging open voor het publiek in 2005 en sloot de deuren definitief op 7 januari 2018, nadat het Aquarium in moeilijkheden kwam door het schrappen van verschillende overheidssubsidies.
Het Aquarium stelde in 48 aquaria en aquaterraria meer dan 250 kleine soorten vissen, amfibieën en ongewervelden tentoon uit de hele wereld. Bezoekers werden tevens gesensibiliseerd om milieubewust om te gaan met de natuur door het aanhalen van thema's als ontbossing, bedreigde diersoorten en het gebruik van insecticiden. Het volledige aquariumgebouw had een oppervlakte van 1200m².
Door verschillende ecodynamische acties, zoals het gebruik van regenwater en groepsaankoop voor dierenvoeder, had het Aquarium van Leefmilieu Brussel het label van "Ecodynamische onderneming" verkregen.